# Nyima
Nyima lub Nima (tyb. ཉི་མ་རྫོང, Wylie: nyi ma rdzong, ZWPY: Nyima Zong; chiń. upr. 尼玛县; pinyin Nímǎ Xiàn) – powiat w centralnej i północnej części Tybetańskiego Regionu Autonomicznego, w prefekturze Nagqu. W 1999 roku powiat liczył 32 761 mieszkańców.